# Aficionats castellers de Llorenç del Penedès
Els aficionats castellers de Llorenç del Penedès són un grup d'aficionats als castells del municipi de Llorenç del Penedès, al Baix Penedès, que tan sols un cop l'any, per la vigília de Sant Llorenç, el 9 d'agost, i en el marc de la seva festa major, realitzen castells al seu poble. Aquesta activitat la duen a terme almenys des del 16 d'agost de 1890, data en què consta la primera referència a aquesta activitat, i s'ha realitzat quasi ininterrompudament des de llavors. Els castellers no tenen una camisa distintiva en comú i només se'ls identifica per un mocador singular que renoven cada any. L'any 2014 van rebre el premi a la iniciativa social de la Nit de Castells.